# St. Louis Arena
Die St. Louis Arena (von 1977 bis 1983 bekannt als Checkerdome) war eine Mehrzweckhalle in der US-amerikanischen Stadt St. Louis im Bundesstaat Missouri.

## Geschichte
Der Grundstein für das Bauwerk wurde im Jahr 1927 gelegt. Die Arena wurde von Gustel R. Kiewitt entworfen und von der Firma Boaz-Kiel Construction errichtet. Kiewitt nahm sich den Madison Square Garden von New York City als Beispiel für die Dimensionen des Gebäudes und ließ die in den 1930er Jahren zweitgrößte Arena – nach dem Madison Square Garden – in den Vereinigten Staaten erbauen. Die Halle wurde am 23. September 1929 eröffnet. Im Laufe der Jahre entwickelte sich die Zuschauerkapazität immer weiter; so bot die Halle 1929 Platz für 14.200 Besucher und bis 1980 Platz für mehr als 18.000 Menschen. Zuletzt fasste die Arena 17.188 Besucher. Am 23. Mai 1994 wurde die Halle geschlossen und am 27. Februar 1999 abgerissen. Das Scottrade Center ist ihr Nachfolger.

## Nutzung
Die Arena wurde hauptsächlich für Sportveranstaltungen wie Basketball, Eishockey und Volleyball genutzt. Mannschaften, die ihre Heimstätte in der Halle besaßen waren unter anderem die St. Louis Flyers, St. Louis Eagles, Chicago Blackhawks, St. Louis Braves, St. Louis Blues, Atlanta Hawks, St. Louis Bombers sowie die Spirits of St. Louis. Ebenfalls wurde die Halle als Austragungsort für Konzerte internationaler Musikgrößen genutzt; so traten hier Led Zeppelin (15. April 1977), Prince (4. Dezember 1982,  20., 21. Dezember 1984), Michael Jackson (12., 13. März 1988), Eric Clapton (21. April, 29. August 1990) und ZZ Top (7., 8. November 1990) vor ausverkauften Publikum auf.